# Gran Premio motociclistico di Francia 1978
Il Gran Premio motociclistico di Francia fu il quarto appuntamento del motomondiale 1978.
Si svolse il 7 maggio 1978 sul circuito di Nogaro (poco apprezzato dai piloti perché corto e stretto, con un pessimo fondo e difficile da raggiungere) alla presenza di circa 18.000 spettatori, e corsero tutte le classi tranne la 50.
In 500 Kenny Roberts lottò per metà gara con Pat Hennen per poi andare in testa.
Doppietta di Gregg Hansford in 250 e 350: nella quarto di litro l'australiano fronteggiò Roberts fin quando lo statunitense non dovette rallentare per problemi agli pneumatici, mentre in 350 Hansford si mise davanti al compagno di Marca Kork Ballington.
In 125 Pier Paolo Bianchi non ebbe problemi dopo la caduta di Thierry Espié a metà gara.
Nei sidecar Rolf Biland si ripresentò con il suo BEO-Yamaha, vincendo e attirandosi critiche da parte dei colleghi e della stampa.

## Classe 500

### Arrivati al traguardo
| Pos | Pilota              | Moto   | Tempo     | Punti |
| --- | ------------------- | ------ | --------- | ----- |
| 1   | Kenny Roberts       | Yamaha | 56' 42" 5 | 15    |
| 2   | Pat Hennen          | Suzuki | +10" 5    | 12    |
| 3   | Barry Sheene        | Suzuki | +29" 7    | 10    |
| 4   | Christian Estrosi   | Suzuki | +37" 2    | 8     |
| 5   | Wil Hartog          | Suzuki | +1' 07" 3 | 6     |
| 6   | Graziano Rossi      | Suzuki | +1 giro   | 5     |
| 7   | Steve Parrish       | Suzuki | +1 giro   | 4     |
| 8   | Jean-Philippe Orban | Suzuki | +1 giro   | 3     |
| 9   | Carlo Perugini      | Suzuki | +2 giri   | 2     |
| 10  | Kenny Blake         | Yamaha | +2 giri   | 1     |
| 11  | Alex George         | Suzuki | +2 giri   |       |
| 12  | Marc Chabert        | Suzuki | +2 giri   |       |
| 13  | John Woodley        | Suzuki | +2 giri   |       |
| 14  | Franz Rau           | Suzuki | +3 giri   |       |
| 15  | Børge Nielsen       | Suzuki | +3 giri   |       |
| 16  | Gerhard Vogt        | Suzuki | +3 giri   |       |
| 17  | Virginio Ferrari    | Suzuki | +4 giri   |       |
| 18  | John Newbold        | Suzuki | +4 giri   |       |
| 19  | Kimmo Kopra         | Yamaha | +4 giri   |       |
| 20  | Philippe Coulon     | Suzuki | +7 giri   |       |
| 21  | Boet van Dulmen     | Suzuki | +11 giri  |       |
| 22  | Gianfranco Bonera   | Suzuki | +12 giri  |       |
| 23  | Johnny Cecotto      | Yamaha | +16 giri  |       |
| 24  | Alain Beraud        | Yamaha | +18 giri  |       |

### Ritirati
| Pilota            | Moto   | Motivo ritiro            |
| ----------------- | ------ | ------------------------ |
| Michel Rougerie   | Suzuki | problemi al motore       |
| Pierre Tocco      | Yamaha | incidente                |
| Jean-Paul Boinet  | Suzuki |                          |
| Teuvo Länsivuori  | Suzuki |                          |
| Eddie Roberts     | Suzuki |                          |
| Leslie van Breda  | Suzuki | problemi agli pneumatici |
| René Gutknecht    | Suzuki | problemi al motore       |
| Bruno Kneubühler  | Suzuki | surriscaldamento         |
| Jack Findlay      | Suzuki | problemi al motore       |
| Steve Wright      | Yamaha | problemi al motore       |
| Takazumi Katayama | Yamaha | caduta                   |
| Marco Lucchinelli | Suzuki | noie meccaniche          |

### Non partiti
| Pilota            | Moto   |
| ----------------- | ------ |
| Ikujiro Takai     | Yamaha |
| Leandro Becheroni | Suzuki |

## Classe 350

### Arrivati al traguardo
| Pos | Pilota             | Moto     | Tempo     | Punti |
| --- | ------------------ | -------- | --------- | ----- |
| 1   | Gregg Hansford     | Kawasaki | 51' 29" 2 | 15    |
| 2   | Kork Ballington    | Kawasaki | +7" 8     | 12    |
| 3   | Jon Ekerold        | Yamaha   | +46" 8    | 10    |
| 4   | Tom Herron         | Yamaha   | +54" 3    | 8     |
| 5   | Vic Soussan        | Yamaha   | +1' 09" 1 | 6     |
| 6   | Patrick Fernandez  | Yamaha   | +1' 11" 3 | 5     |
| 7   | Olivier Chevallier | Yamaha   | +1' 18" 3 | 4     |
| 8   | Pentti Korhonen    | Yamaha   | +1' 23" 8 | 3     |
| 9   | Raymond Roche      | Yamaha   | +1' 24" 5 | 2     |
| 10  | Michel Rougerie    | Yamaha   | +1 giro   | 1     |
| 11  | Mick Grant         | Kawasaki | +1 giro   |       |
| 12  | Clive Padgett      | Yamaha   | +1 giro   |       |
| 13  | Sadao Asami        | Yamaha   | +1 giro   |       |
| 14  | Gianfranco Bonera  | Yamaha   | +1 giro   |       |
| 15  | Chas Mortimer      | Yamaha   | +1 giro   |       |
| 16  | Michel Frutschi    | Yamaha   | +1 giro   |       |
| 17  | Leif Gustafsson    | Yamaha   | +1 giro   |       |
| 18  | Denis Boulom       | Yamaha   | +2 giri   |       |
| 19  | Eero Hyvärinen     | Yamaha   | +3 giri   |       |
| 20  | Michel Rastel      | Yamaha   | +3 giri   |       |
| 21  | Patrick Pons       | Yamaha   | +5 giri   |       |

### Ritirati
| Pilota                 | Moto       | Motivo ritiro |
| ---------------------- | ---------- | ------------- |
| Christian Sarron       | Yamaha     |               |
| John Dodds             | Yamaha     |               |
| Jean-Louis Guignabodet | Yamaha     |               |
| Anton Mang             | Kawasaki   |               |
| Philippe Bouzanne      | Yamaha     |               |
| Franco Uncini          | Yamaha     |               |
| Franco Solari          | Yamaha     |               |
| Mario Lega             | Morbidelli |               |
| Guy Bertin             | Yamaha     |               |
| John Newbold           | Yamaha     |               |
| Jean-Claude Meilland   | Yamaha     |               |
| Takazumi Katayama      | Yamaha     |               |
| Hervé Moineau          | Yamaha     |               |
| Éric Saul              | Yamaha     |               |
| Pekka Nurmi            | Yamaha     |               |

### Non qualificati
| Pilota        | Moto   |
| ------------- | ------ |
| José Cecotto  | Yamaha |
| Richard Hubin | Yamaha |

## Classe 250

### Arrivati al traguardo
| Pos | Pilota               | Moto          | Tempo     | Punti |
| --- | -------------------- | ------------- | --------- | ----- |
| 1   | Gregg Hansford       | Kawasaki      | 48' 22" 1 | 15    |
| 2   | Kenny Roberts        | Yamaha        | +2" 1     | 12    |
| 3   | Kork Ballington      | Kawasaki      | +25" 1    | 10    |
| 4   | Jon Ekerold          | Yamaha        | +48" 9    | 8     |
| 5   | Tom Herron           | Yamaha        | +1' 07" 1 | 6     |
| 6   | Raymond Roche        | Yamaha        | +1' 12" 7 | 5     |
| 7   | Chas Mortimer        | Maxton-Yamaha | +1' 15" 9 | 4     |
| 8   | Olivier Chevallier   | Yamaha        | +1' 22" 6 | 3     |
| 9   | Vic Soussan          | Yamaha        | +1' 22" 9 | 2     |
| 10  | Guy Bertin           | Yamaha        | +1' 23" 3 | 1     |
| 11  | Franco Uncini        | Yamaha        | +1 giro   |       |
| 12  | Clive Padgett        | Yamaha        | +1 giro   |       |
| 13  | Hervé Moineau        | Yamaha        | +1 giro   |       |
| 14  | Sadao Asami          | Yamaha        | +1 giro   |       |
| 15  | Leif Gustafsson      | Yamaha        | +1 giro   |       |
| 16  | Jean-Claude Meilland | Yamaha        | +1 giro   |       |
| 17  | Jacques Cornu        | Yamaha        | +1 giro   |       |
| 18  | Pierre Tocco         | Yamaha        | +1 giro   |       |
| 19  | Carlos Lavado        | Yamaha        | +2 giri   |       |
| 20  | Josef Hage           | Yamaha        | +2 giri   |       |
| 21  | Patrick Fernandez    | Yamaha        | +4 giri   |       |
| 22  | Eduardo Alemán       | Yamaha        | +9 giri   |       |
| 23  | Philippe Bouzanne    | Yamaha        | +10 giri  |       |
| 24  | Jean-François Baldé  | Kawasaki      | +12 giri  |       |

### Ritirati
| Pilota             | Moto            | Motivo ritiro |
| ------------------ | --------------- | ------------- |
| Christian Estrosi  | Yamaha          |               |
| Anton Mang         | Kawasaki        |               |
| Eero Hyvärinen     | Yamaha          |               |
| John Dodds         | Yamaha          |               |
| Thierry Laurens    | Yamaha          |               |
| Mick Grant         | Kawasaki        |               |
| Roland Freymond    | Yamaha          |               |
| Pentti Korhonen    | Yamaha          |               |
| Mario Lega         | Morbidelli      |               |
| Paolo Pileri       | Morbidelli      |               |
| Pierluigi Conforti | Morbidelli      |               |
| Walter Villa       | Harley-Davidson |               |
| Éric Saul          | Yamaha          |               |
| Denis Boulom       | Yamaha          |               |

## Classe 125

### Arrivati al traguardo
| Pos | Pilota                 | Moto       | Tempo     | Punti |
| --- | ---------------------- | ---------- | --------- | ----- |
| 1   | Pier Paolo Bianchi     | Minarelli  | 50' 21" 3 | 15    |
| 2   | Eugenio Lazzarini      | MBA        | +12" 5    | 12    |
| 3   | Per-Edvard Carlsson    | Morbidelli | +33" 7    | 10    |
| 4   | Maurizio Massimiani    | Morbidelli | +37" 0    | 8     |
| 5   | Jean-Louis Guignabodet | Morbidelli | +1' 30" 9 | 6     |
| 6   | Thierry Noblesse       | Morbidelli | +1 giro   | 5     |
| 7   | Matti Kinnunen         | Morbidelli | +1 giro   | 4     |
| 8   | Patrick Plisson        | Morbidelli | +1 giro   | 3     |
| 9   | Harald Bartol          | Morbidelli | +1 giro   | 2     |
| 10  | Daniel Meyer           | Morbidelli | +1 giro   | 1     |
| 11  | Claude Gorry           | Morbidelli | +1 giro   |       |
| 12  | Stefan Dörflinger      | Morbidelli | +2 giri   |       |
| 13  | Bennie Wilbers         | Morbidelli | +2 giri   |       |
| 14  | Johann Parzer          | Morbidelli | +2 giri   |       |
| 15  | Ernst Fagerer          | Morbidelli | +2 giri   |       |
| 16  | Yves Dupont            | Morbidelli | +3 giri   |       |
| 17  | Jacky Hutteau          | Morbidelli | +3 giri   |       |
| 18  | Pierluigi Conforti     | MBA        | +5 giri   |       |
| 19  | Bernd Schneider        | Bender     | +5 giri   |       |
| 20  | Karl Fuchs             | Morbidelli | +10 giri  |       |

### Ritirati
| Pilota                | Moto       | Motivo ritiro      |
| --------------------- | ---------- | ------------------ |
| Clive Horton          | Morbidelli |                    |
| Alain Pellet          | Morbidelli |                    |
| Thierry Espié         | Motobécane | caduta             |
| Claudio Lusuardi      | Morbidelli |                    |
| Hans Müller           | Morbidelli |                    |
| Ángel Nieto           | Bultaco    | problemi meccanici |
| Werner Schmied        | Rotax      |                    |
| Marc-Anton Constantin | Morbidelli |                    |
| Enrico Cereda         | Morbidelli |                    |
| Benga Johansson       | Morbidelli |                    |
| Ricardo Tormo         | Bultaco    |                    |
| Laurent Gomis         | Morbidelli |                    |
| Michael Schmid        | Morbidelli |                    |
| François Granon       | Morbidelli |                    |
| Ivan Palazzese        | Morbidelli |                    |

## Classe sidecar

### Arrivati al traguardo
| Pos | Pilota           | Passeggero         | Moto          | Tempo     | Punti |
| --- | ---------------- | ------------------ | ------------- | --------- | ----- |
| 1   | Rolf Biland      | Williams           | BEO-Yamaha    | 46' 25" 2 | 15    |
| 2   | Alain Michel     | Stuart Collins     | Seymaz-Yamaha | +2" 0     | 12    |
| 3   | Malcolm Hobson   | Kenny Birch        | Schmid-Yamaha | +48" 5    | 10    |
| 4   | George O'Dell    | Cliff Holland      | Seymaz-Yamaha | +1' 25" 9 | 8     |
| 5   | Bruno Holzer     | Karl Meierhans     | LCR-Yamaha    | +1' 26" 4 | 6     |
| 6   | Werner Schwärzel | Andreas Huber      | ARO-Fath      | +1 giro   | 5     |
| 7   | Jock Taylor      | Lewis Ward         | Windle-Yamaha |           | 4     |
| 8   | Göte Brodin      | Per-Erik Wickström | Windle-Yamaha |           | 3     |
| 9   | Bill Hodgkins    | John Parkins       | Windle-Yamaha |           | 2     |
| 10  | Gérald Corbaz    | Roland Gabriel     | Schmid-Yamaha |           | 1     |

## Fonti e bibliografia
- El Mundo Deportivo, 7 maggio 1978, pag. 30 e 8 maggio 1978, pag. 40
- La Stampa, 7 maggio 1978, pag. 19 e 8 maggio 1978, pag. 19
- Motociclismo giugno 1978, pagg. 160-163
- Risultati della 500 su autosport.com, su autosport.com.